# Oberea travancorensis
Oberea travancorensis là một loài bọ cánh cứng trong họ Cerambycidae.